# Chrysolina staphylaea
Chrysolina staphylaea é uma espécie de artrópode pertencente à família Chrysomelidae.